# Val Verde County
Val Verde County är ett administrativt område i delstaten Texas, USA, med 48 879 invånare (2010). Den administrativa huvudorten (county seat) är Del Rio. 

## Geografi
Enligt United States Census Bureau så har countyt en total area på 8 371 km². 8 210 av den arean är land och 161 km² är vatten.  

### Angränsande countyn
- Crockett County - norr
- Sutton County - nordost
- Edwards County - öster
- Kinney County - öster
- Terrell County - väster
- Mexiko - söder